# Huciański Beskid
Huciański Beskid (słow. Beskyd, ok. 950 m) – niewybitne i częściowo zalesione wzgórze na zachodnim końcu głównej grani Tatr Zachodnich. Znajduje się na Słowacji, pomiędzy Pośrednią (930 m) i Wyżnią Huciańską Przełęczą (950 m). Południowe stoki opadają do Doliny Huciańskiej, północne do Doliny Borowej Wody. W kierunku północno-wschodnim odchodzi od niego krótka i bezleśna grzęda, zaś w południowo-zachodnim krótki grzbiet tworzący jedno z ograniczeń Doliny Badlowej (spływa nią Badlowy Potok).
Poniżej północnych stoków Beskidu Huciańskiego znajduje się Myszyczkowa (Myšičková) – ostatnie osiedle miejscowości Huty. Od Wyżnej Huciańskiej Przełęczy grzbietem Huciańskiego Beskidu i przez Pośrednią Huciańską Przełęcz do Niżnej Huciańskiej Przełęczy prowadzi droga gruntowa.